# Lipinia inexpectata
Lipinia inexpectata — вид сцинкоподібних ящірок родини сцинкових (Scincidae). Мешкає в Малайзії і Індонезії.

## Поширення і екологія
Lipinia inconspicua мешкають на острові Калімантан, в малазійських штатах Сабах і Саравак, а також в індонезійській провінції Східний Калімантан, зокрема на острові Нунукан. Вони живуть у вологих рівнинних тропічних лісах, на висоті до 120 м над рівнем моря.